# Admiral von Knorr (Schiff, 1899)
Die Admiral von Knorr war ein Vorpostenboot und Schulschiff der Kaiserlichen Marine im Ersten Weltkrieg. Benannt war sie nach Admiral Eduard von Knorr (1840–1920).

## Geschichte
Über die Dienstzeit des Dampfers bis zu seiner Verwendung in der Kaiserlichen Marine ist nichts bekannt; vermutlich wurde er in der Hochseefischerei verwandt. Ab dem 1. März 1915 war die Admiral von Knorr dem Verband der Vorpostenboote, welcher später zur Vorpostenhalbflottille Kiel umbenannt wurde, als Vorpostenboot zugeteilt. Ab dem 12. Februar 1916 versah sie als Navigationsschulschiff der U-Bootschule Dienst. 1918 wurde sie außer Dienst gestellt und nach Rendsburg verkauft; das weitere Schicksal ist unbekannt. Ein Seitenriss des Bootes ist bei Gröner, Bd. 8/2, S. 425, reproduziert.